# 霍洛德內 (卡利米烏斯凱區)
霍洛德內（羅馬化：Kholodne，直译：“寒冷”）是位於乌克兰顿涅茨克州卡利米烏斯凱區新亞速斯克市級市鎮的村庄。
距離区中心新亞速斯克约18公里，與俄羅斯罗斯托夫州涅克利諾夫卡區接壤。
自2014年8月起被俄罗斯及其傀儡占领，現被視爲烏克蘭臨時被占領土的一部分。

## 人口數據
据2001年烏克蘭人口普查，该村人口为131人，其中12.98%的村民表示乌克兰语是他们的母语，而其餘的87.02%均爲俄语 。

## 外部鏈接
- 天气 （页面存档备份，存于）